# Signalizační systém č. 6
Signalizační systém č. 6 (SS6) byl představen v 70. letech 20. století jako raná metoda signalizace se společným kanálem pro telekomunikační páteřní linky mezi mezinárodními ústřednami (anglicky international switching center, ISC). Popisují jej doporučení CCITT Q.251-Q.300.
Systém měl omezené použití, protože v té době se široce používaly předchozí systémy Signalizační systém č. 5 (C5) a C4, ale bylo třeba získat zkušenosti se signalizací společným kanálem pracující na rychlém digitálním základě.[zdroj?]
Přepojování provozu v ISC se v té době obvykle provádělo křížovými přepínači nebo elektronicky řízenými propojovacími prvky, např. jazýčkovými relé. Přenosovým médiem byly obvykle kanály satelitních spojů nebo dlouhé pozemní či podmořské kabely. V některých případech byly tyto kanály vylepšeny nebo znásobeny použitím časové interpolace řeči (anglicky time-assignment speech interpolation, TASI) nebo zařízením pro násobení digitálních kanálů (anglicky Digital circuit multiplication equipment, DCME). Tyto přenosové metody nebyly vhodné pro linkovou signalizaci nebo meziregistrovou signalizaci. Oddělení signalizačních funkcí od provozních kanálů pomohlo snížit náklady, a později vedlo ke vzniku signalizace společným kanálem. Díky němu nebylo třeba odfiltrovávat signalizaci od řeči, a využití drahého dálkového vedení pro každý hovor, který přináší příjmy, bylo lepší. Doba potřebná pro vytvoření a závěr spojení byla výrazně kratší než u C4 a C5. Oddělený přenos signalizace také snižoval možnosti podvodů.
Pro signalizační kanály CCITT 6 byl typicky použit duplexní datový okruh s rychlostí přenosu 2,4 kbit/s. Tehdejší technologií byl analogový čtyřdrátový okruh M1040 nebo M1020 prezentovaný pronajatým okruhem. Modemy pomalu začínaly překonávat přenosové rychlosti na čtyřdrátových okruzích; tyto datové spoje měly tu výhodu, že neexistovalo žádné národní připojení z ISC do normálního koncového bodu v dané zemi, protože právě národní sekce často nejvíce snižovala kvalitu a spolehlivost těchto spojů.
Data obvod známý pod označením DP, byl pozemní bez TASI nebo DCME, a signalizace C6 na datovém spoji mohla poskytovat 48 nebo 96 provozních kanálů pro každý směr. Maximum obsluhovaných spojení bylo 2048. Otázkou je, zda dva operátoři by měli mezi sebou mít tolik provozních kanálů, které byly závislé na jediném prostředku pro signalizaci a byly vystaveny občasným výpadkům. Praxí samozřejmě bylo, že v případě výpadku původního datového spoje DP existovalo záložní spojení po jiné trase.
Nakonec se uvažovalo o tom, že by bylo možné vytvořit síť takových datových kanálů mezi hlavními centry, což by vedlo k systému, kde by spojení mezi zeměmi A a B mohlo plnit signalizační funkce například pro spojení ze země A do země D.
CCITT č. 6 byla metoda vyvinutá a implementovaná telefonními správami v omezeném počtu zemí pro použití v příslušném mezinárodním přepojování analogových telefonních hovorů. Dalším vývojem bylo korespondenční a nekorespondenční přepojování telefonních hovorů novými operátory v zemích, kde byly požadovány sofistikovanější metody.